# Shanghai Pudong Development Bank

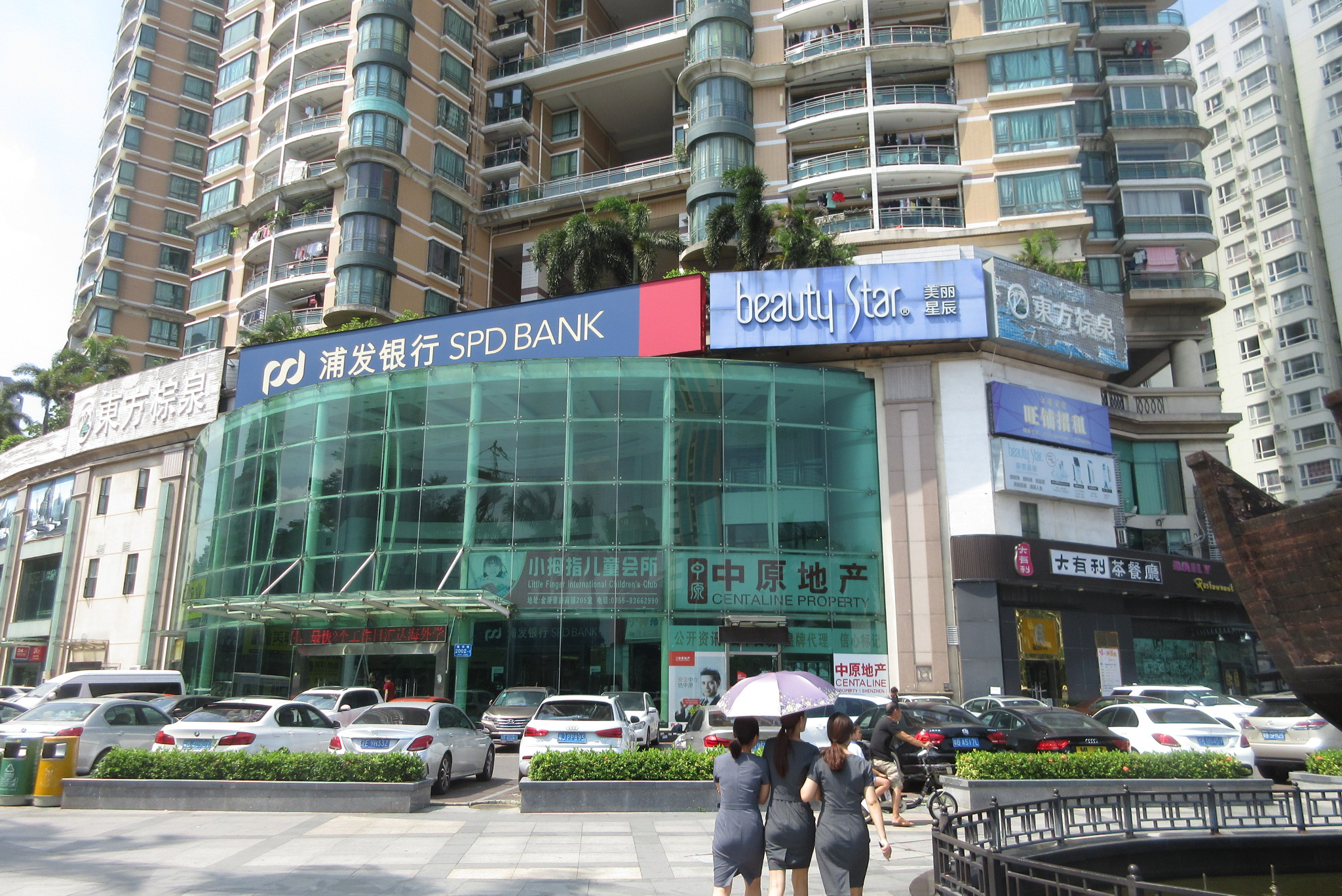
SPD-Bank-Filiale in Shenzhen

Shanghai Pudong Development Bank (SPD Bank) ist ein Unternehmen aus China mit Sitz in Shanghai. Das Unternehmen ist im Aktienindex SSE 50 an der Börse in Shanghai gelistet und gehört zu den zehn größten Unternehmen im CSI 300-Index.
Das Unternehmen wurde am 9. Januar 1993 gegründet. Die SPD Bank bietet Finanzdienstleistungen verschiedener Art für seine Kunden an.